# Gary Botha
Pour les articles homonymes, voir Botha.

a Compétitions nationales et continentales officielles uniquement.

b Matchs officiels uniquement.
Dernière mise à jour le 4 juin 2013.
Gary van Ginkel Botha, né le 12 octobre 1981 à Pretoria (Afrique du Sud), est un joueur de rugby à XV sud-africain, qui joue avec l'équipe d'Afrique du Sud. Il évolue au poste de talonneur, il mesure 1,80 m pour 106 kg.
2007 est une grande année. Gary Botha participe à la bonne saison des Bulls en Super 14 avec 15 matchs disputés, compétition qu'ils remportent après avoir commencé lentement pour finir en trombe. Ils affrontent en finale d'autres Sud-africains, les Sharks. Ils remportent le Super 14 dans les arrêts de jeu.
Pour la Coupe du monde de rugby à XV 2007, Gary Botha n'est aligné que contre l'équipe des Tonga, il est cependant champion du monde. Et il a forte concurrence avec John Smit capitaine inamovible.
Il termine sa carrière en France au Stade toulousain dans le Top 14 de 2011 à 2013.

## Biographie

### Carrière en équipe nationale
Il a effectué son premier test match avec les Springboks le 30 juillet 2005 à l’occasion d’un match contre l'équipe d'Australie.
Il joue un match lors de la Coupe du monde 2007, face aux Tonga.

## Palmarès

### En province/franchise/club
- Blue Bulls
  - Vainqueur de la Currie Cup en 2002, 2003, 2004 et 2006

- Bulls
  - Vainqueur du Super 14 en 2007 et 2010

- Stade toulousain
  - Vainqueur du Championnat de France en 2012

### En équipe nationale
- Afrique du Sud
  - Vainqueur de la Coupe du monde en 2007